# Communauté de Pomeyrol
La Communauté de Pomeyrol est une communauté religieuse protestante fondée en 1950 à Pomeyrol, sur la commune de Saint-Étienne-du-Grès, dans les Bouches-du-Rhône.
Les sœurs de Pomeyrol se consacrent essentiellement à la prière et à la formation. Elles accueillent des retraites spirituelles, festives ou théologiques. Cette communauté de diaconesses, reconnue comme communauté religieuse par l'Église réformée de France en 1953, s'inspire du mouvement du « Tiers ordre des Veilleurs » du pasteur Wilfred Monod, et du scoutisme.

## Historique
La création de cette communauté est due à Antoinette Butte (1898-1986), laïque protestante française engagée, dirigeante de la Fédération française des éclaireuses à partir de 1916, où elle encourage la pratique spirituelle. En 1929, elle ouvre un centre de retraite spirituelle à Saint-Germain-en-Laye puis, en 1937, l'Association des pasteurs de France lui demande de s'occuper d'une maison de retraites et de rencontres à Pomeyrol. L'occupation et la réquisition de la maison de Saint-Germain-en-Laye provoquent le regroupement de la communauté à Pomeyrol. Durant la guerre, elle ouvre largement la maison à de nombreuses rencontres de pastorale, de catéchèse, et de mouvements d'adultes, ainsi qu'à de nombreux réfugiés et fugitifs. C'est dans ce cadre que sont élaborées, en 1941, les « Thèses de Pomeyrol », l'un des premiers actes de résistance spirituelle au nazisme en France.
Le lieu est réquisitionné en février 1944, saccagé, utilisé par les FFI puis comme camp. Il n'est récupéré, très abîmé, qu'en 1946 et peu à peu réinvesti et restauré avec le soutien du pasteur Marc Boegner. Antoinette Butte y fonde en 1950 la Communauté de Pomeyrol, consacrée à la prière, dont elle sera la responsable jusqu'en 1975.
En novembre 1951, les trois résidentes se consacrèrent mutuellement à vie à la communauté, lors d'une cérémonie d'imposition des mains. En 1955, une quatrième sœur fit profession solennelle en présence du président régional de l'Église réformée de France. Peu après, deux sœurs assurent, pendant trois hivers, une présence au cœur du théâtre des combats en Algérie.
En 1953, le Conseil régional de l’Église réformée reconnaît officiellement la communauté religieuse de Pomeyrol.

## Philosophie
Les sœurs de Pomeyrol se dédient au ministère de la prière, et par là à être « sentinelles », « veilleurs » dans l’Église et pour le monde. Elles suivent la règle de saint Benoît.
Dès ses débuts à Saint-Germain-en-Laye, la communauté avait vécu une expérience de foi. On y priait pour recevoir l'argent nécessaire et celui-ci venait, apporté par les participants aux retraites ou d'autres donateurs. La philosophie développée par la communauté à partir de 1950 a été de vivre avant tout une ouverture à Dieu, dans la prière et dans le silence. Une devise affichée par la communauté est : « Dieu dirige, la prière couve, les hommes travaillent ».
La communauté ne fait pas de stratégie ou de plans, elle croit que c'est Dieu qui agit au travers des hommes. « Ne cherche pas à faire le bien, sois en Dieu ; et le bien tombera lui-même de ta vie, comme le fruit tombe de l’arbre ».
Enfin, le fait d'être une petite communauté de femmes est traduit par la communauté de Pomeyrol par cette vocation particulière : « Le rôle essentiel d’une petite communauté de femmes est d’être matrice ; elle est une cellule vivante qui transmet la vie ».

## Activités
Les activités de la communauté de Pomeyrol se sont développées de manière organique et spontanée en partant de la "matrice" initiale :
- Célébrations : outre le culte dominical, la communauté célèbre avec ferveur les fêtes de l’année liturgique chrétienne, ce qui attire de nombreux fidèles venus de la région, protestants et catholiques. Des paroisses de toute la France font appel à elle pour des veillées de prières, des retraites ou des prédications.
- Participation à la vie de l'église : les sœurs remplissent des fonctions au sein de l’Église protestante locale ou régionale : conseillère presbytérale de la paroisse protestante voisine de Beaucaire, monitrice de catéchisme, membre de la commission régionale œcuménique, membre de la commission régionale d’évangélisation.
- Retraites : la communauté de Pomeyrol rencontre un grand succès dans ses retraites qui réunissent des personnes de toutes confessions. Elle offre un lieu de ressourcement ou de travail à ceux qui ont besoin de sérénité ou bien qui recherchent l’orientation à donner à leur vie.
- Œcuménisme : la communauté de Pomeyrol est située en Provence catholique non loin du Languedoc huguenot. Elle pratique un œcuménisme actif.
- Animation locale : le village voisin est en relation étroite avec la communauté. Il a recours aux services des sœurs pour des visites et des soins. Des amitiés profondes se sont nouées. Les dons en nature, généreux, aident à vivre.
- « Tiers-ordre » : la communauté a fait partager ses valeurs et ses pratiques à un cercle plus large d'hommes et de femmes, baptisés « les compagnons » qui pratiquent la spiritualité de Pomeyrol dans leur milieu familial et professionnel. Ils sont plus d’une centaine. Leur engagement est de se détacher de leur « moi » pour dédier leur vie à Dieu et s'engager concrètement dans le service de l’Église et la spiritualité de la communauté, dans l’esprit des Béatitudes. La discipline des « compagnons » les engage à pratiquer un recueillement quotidien qui s'accompagne de la récitation des Béatitudes ou de l’Épître sur l’Amour, à consacrer la dîme à Dieu et à faire une retraite annuelle dans une communauté chrétienne.

## Gouvernance
Les sœurs élisent leur prieure lorsque vient le moment pour la prieure en titre de se retirer. Ainsi, le 17 février 2019, après un processus de discernement qui a duré un an, Sœur Marthe Élisabeth a été élue par les neuf sœurs que compte actuellement la communauté pour succéder à Sœur Danièle, prieure de la communauté depuis 26 ans. Grâce au processus de maturation qui a été suivi, les neuf sœurs ont voté à l’unanimité pour cette sœur d'origine suisse. La passation de pouvoirs a été faite en présence d'Emmanuelle Seyboldt, présidente de l’Église protestante unie de France dont fait partie la communauté de Pomeyrol.